# USS LST-755
O USS LST-755 foi um navio de guerra norte-americano da classe LST que operou durante a Segunda Guerra Mundial.